# Андрес де ла Гарма
Андрес де ла Гарма (ісп. Andres de la Garma; народився 11 березня 1988, Мексика) — мексиканський хокеїст, воротар. Виступає за ХК «Сапотек Тотемс» у Мексиканській хокейній лізі. 
Виступав за команди: «Сан-Херонімо», «Сапотек Тотемс».
У складі національної збірної Мексики учасник чемпіонатів світу 2005 (дивізіон III), 2006 (дивізіон II), 2007 (дивізіон II), 2008 (дивізіон II), 2009 (дивізіон II), 2010 (дивізіон II) і 2011 (дивізіон II).